# Giovanni Renosto
Giovanni Renosto (Treviso, 14 settembre 1960) è un ex ciclista su strada e pistard italiano.
Professionista dal 1980 al 1990, vinse una tappa al Giro d'Italia e un campionato mondiale nel mezzofondo.

## Carriera
Iniziò la carriera professionistica correndo su strada, vincendo una tappa al Giro d'Italia 1981 e una tappa al Postgirot Open nel 1984; colse anche il secondo posto alla Milano-Torino nel 1981, preceduto da Giuseppe Martinelli. Successivamente si dedicò alla pista, nella specialità del mezzofondo. In questa particolare tipologia di gara partecipò più volte ai campionati del mondo, ottenendo un terzo posto nel 1986 e la vittoria nel 1989. Fu inoltre campione italiano nella stessa specialità per quattro anni consecutivi, dal 1986 al 1989.

## Palmarès

### Strada
- 1979 (dilettanti)

Giro del Belvedere
- 1980 (Magniflex, una vittoria)

1ª tappa Giro della Valsesia (Borgosesia > Varallo)
- 1981 (Magniflex, una vittoria)

11ª tappa Giro d'Italia (Cascia > Arezzo)
- 1984 (Atala, una vittoria)

5ª tappa Postgirot Open (Karlskrona > Västervik)

### Pista
- 1986

Campionati italiani, mezzofondo
- 1987

Campionati italiani, mezzofondo
- 1988

Campionati italiani, mezzofondo
- 1989

Campionati italiani, mezzofondo
Campionati del mondo, mezzofondo

## Piazzamenti

### Grandi Giri
- Giro d'Italia

1981: ritirato
1982: 76º
1986: 108º

### Classiche monumento
- Milano-Sanremo

1983: 45º
1985: 80º
- Giro delle Fiandre

1981: 36º

### Competizioni mondiali
- Mondiali su pista

Bassano del Grappa 1985 - Mezzofondo: 4º
Colorado Springs 1986 - Mezzofondo: 3º
Lione 1989 - Mezzofondo: vincitore